# Augusto Binelli
Augusto Binelli (Carrara, 23 settembre 1964) è un ex cestista e allenatore di pallacanestro italiano.
Affettuosamente chiamato da tutti Gus, è un centro di 215 centimetri che ha legato la sua carriera alla Virtus Bologna. A trentasei anni ha lasciato le "V nere" per continuare a giocare nelle serie minori.
È stato il secondo cestista italiano scelto in un draft NBA (il primo fu Dino Meneghin, nel 1970). Fu selezionato dagli Atlanta Hawks nel draft del 1986 col numero 40 (secondo giro), ma non è mai approdato tra i pro. I diritti degli Hawks su di lui sono scaduti cinque anni dopo la scelta, malgrado il sito della NBA sostenga che appartengano ancora alla franchigia NBA.

## Carriera

### Club

Binelli in azione in canotta Virtus negli anni '80

Nel 1986 e nel 1988 ha provato con gli Atlanta Hawks, rinunciando però al contratto offertogli per delle regole FIBA diverse da quelle attuali.
Il suo nome è legato indissolubilmente a quello della Virtus Bologna, con la quale ha giocato per quasi due decenni, fino al 2000, della quale è stato un simbolo e una bandiera al punto da risultare tutt'oggi recordman per presenze (845) e quarto per punti segnati (6.614), e con la quale ha vinto cinque Campionati, cinque Coppe Italia, una Coppa delle Coppe e un'Eurolega.
Successivamente ha militato in serie A2 tra le file del Castel Maggiore nella stagione (2000-01), per poi approdare a Montegranaro (2001-02). Nel biennio 2002-2004 ha giocato a Trapani, dove, nonostante l'età, ha dimostrato di poter giocare ancora ad alti livelli.
Dal 2004 al 2007 ha giocato con la canotta della Benedetto XIV di Cento, squadra di Serie B d'Eccellenza. Nell'estate del 2007 si è trasferito all'Anzola Basket, militante nel campionato di B2. Dopo 12 gare con la maglia della Salus Bologna in Serie C Dilettanti, Augusto Binelli si è ritirato nel gennaio 2010.

### Nazionale
Nella sua lunga carriera vi sono state anche 102 presenze nella Nazionale con la relativa conquista, nel 1985, della medaglia di bronzo ai Campionati Europei a Stoccarda.
Questa rimane l'unica medaglia, pur avendo disputato due Europei (Stoccarda 1985 e Zagabria 1989), il Mondiale di Spagna nel 1986 e una qualificazione olimpica nel 1988.

## Palmarès

### Club

#### Competizioni nazionali
- Campionato italiano: 5

Virtus Bologna: 1983-84, 1992-93, 1993-94, 1994-95, 1997-98
- Coppa Italia: 5

Virtus Bologna: 1984, 1989, 1990, 1997, 1999
- Supercoppa italiana: 1

Virtus Bologna: 1995

#### Competizioni internazionali
- Coppa delle Coppe: 1

Virtus Bologna: 1989-90
- Coppa dei Campioni: 1

Virtus Bologna: 1997-98